# Haroldius ennearthrus
Haroldius ennearthrus är en skalbaggsart som beskrevs av Emile Janssens 1949. Haroldius ennearthrus ingår i släktet Haroldius och familjen bladhorningar. Inga underarter finns listade i Catalogue of Life.